# 人生路不熟
《人生路不熟》，是2023年上映的一部电影，由易小星執導并且出演。影片主要讲述一家人在旅游的时候所发生的故事。于2023年4月28日在中国大陆公映。

## 電影內容
一对儿夫妇因为一个意外，与女儿和女儿的男朋友开始了一场旅行，虽然这对儿夫妇中的丈夫最初并不看好女儿的男朋友，不过经过路上的一段时间的相处，他终于接受了这个人。

## 演员表
- 乔杉
- 范丞丞
- 马丽
- 张婧仪
- 常远
- 田雨
- 尹正
- 小爱
- 朱彬予
- 张磊
- 张熙然
- 李宗恒
- 张百乔
- 何熙维
- 甘昀宸
- 庄园
- 易小星

## 票房
2023年5月1日，本片收获单日票房1.31亿人民币，成为当日票房冠军。本片以5.13亿人民币票房位列中国大陆五一档（4月29日至5月3日）票房冠军。至2023年5月8日，本片上映11天后，票房破7亿人民币。
| 上一届： 《长空之王》 | 2023年中國內地一周票房冠軍 第18週 | 下一届： 《星際異攻隊3》 |

## 備註
1. ↑  . 猫眼电影.   [2023-04-28].
2. ↑  . 1905电影网. 2023-01-28  [2023-05-12]. （原始内容存档于2023-05-12）.
3. ↑  . 北京日报. 2023-05-03  [2023-05-12]. （原始内容存档于2023-05-12）.
4. ↑  . 搜狐网. CCTV6电影频道. 2023-05-06  [2023-05-12]. （原始内容存档于2023-05-12）.
5. ↑  . 新华网. 新华社. 2023-05-04  [2023-05-12]. （原始内容存档于2023-05-12）.
6. ↑  . 每经网. 2023-05-08  [2023-05-12]. （原始内容存档于2023-05-12）.

## 外部連結
- 豆瓣电影上《人生路不熟》的資料 （简体中文）
- 互联网电影数据库（IMDb）上《人生路不熟》的资料（英文）